# Kevin Levrone
Kevin Mark Levrone, ps. Maryland Muscle Machine (ur. 16 lipca 1964 w Baltimore, w stanie Maryland) – profesjonalny amerykański kulturysta. Okazjonalnie aktor oraz muzyk i bloger.
Wielokrotny uczestnik najbardziej prestiżowych zawodów kulturystycznych. W ciągu swojej kariery wystartował 68 razy w IFBB i wygrał 23. Pomimo kontuzji i długiej przerwy od profesjonalnej sceny, Kevin ogłosił swój powrót na Mr. Olimpia 2016.

## Życiorys
Syn Włocha i Afroamerykanki, urodzony jako najmłodszy z sześciorga rodzeństwa. Ma dwóch braci i trzy siostry. Jego rodzice nie żyją; ojciec zmarł, gdy Kevin miał dziesięć lat, matka – w grudniu 1989 roku, na krótko przed rozpoczęciem kariery sportowej syna.
Pierwszy sukces w branży kulturystycznej osiągnął w wieku dwudziestu trzech lat, w rodzinnym mieście zdobywając tytuł Mr. Colossus. Rok później zwyciężył Stanowe Mistrzostwa federacji NPC (National Physique Committee). W listopadzie 1991 roku całkowita wygrana Krajowych Mistrzostw fed. NPC w Pittsburghu otworzyła mu drzwi do kariery profesjonalnego kulturysty.
Po zawodach Mr. Olympia w 1993 r. całkowicie zerwał mięśnie piersiowe podczas wyciskania na ławce 272 kg. Wszyscy myśleli, że jego kariera w tym miejscu się kończy. Przeszedł przez dwie operacje, by dojść do zdrowia.
Levrone był zainspirowany swoim kuzynem – żołnierzem, który był bardzo dobrze zbudowany i był w świetnej formie. Chciał wyglądać jak on, co sprawiło, że zaczął myśleć o treningach. A gdy zauważył, że bardzo dobrze sobie radzi, to zaczął myśleć o kulturystyce poważnie.
W czasie swojej kariery wziął udział w 68 zawodach IFBB. Został uznany za najlepszego kulturystę lat 90, chociaż nigdy nie zdobył korony Mr. Olympia. Przez to zyskał przydomek „Nieukoronowany Król Mr. Olympia”. Ponadto 23 razy wygrał pro shows, utrzymując rekord największej liczby zwycięstw jako profesjonalista IFBB aż do 2004 roku, kiedy Ronnie Coleman go pokonał.
W 2003 roku zawiesił karierę, choć nie ogłosił tego oficjalnie. Wyjaśnił, że nigdy nie uznawał tego za „odejście na emeryturę”, a za szukanie nowych wyzwań. Jednak po ponad 10 latach, w 2016 r. ogłosił swój powrót, żeby znów wziąć udział w zawodach Mr. Olympia. W wieku 51 lat zajął 17. miejsce, przygotowując się zaledwie przez pięć miesięcy. Już po zawodach przyznał, że trenował mimo dość poważnych obrażeń mięśni piersiowych i uszkodzonego kolana.

### Odejście ze sceny kulturystycznej oraz wielki powrót
Poza kulturystyką zaczął grać w tenisa i golfa. Występował w kilku filmach, a do tego jest też muzykiem. Stworzył platformę online z planami treningowymi „TeamLevrone.com”, a ponadto wydał swoją linię suplementów i nazwał ją „Kevin Levrone Signature Series”.

## Warunki fizyczne
- wzrost: 179 cm
- aktualna waga: 115 kg
- waga w sezonie zawodów: 110–115 kg
- waga poza sezonem zawodów: 127 kg

## Wymiary
- Biceps: 60 cm
- Klatka: 145 cm
- Udo: 82 cm
- Talia: 74 cm

## Rekordy
- Wyciskanie leżąc: 270 kg

## Osiągnięcia
| - 1992 Chicago Pro Invitational, III m-ce - 1992 Night of Champions, I m-ce - 1992 Mr. Olympia, II m-ce - 1993 Grand Prix France (2), V m-ce - 1993 Grand Prix Germany (2), I m-ce - 1993 Grand Prix Spain, III m-ce - 1993 Mr. Olympia, V m-ce - 1994 Arnold Classic, I m-ce - 1994 Grand Prix England, II m-ce - 1994 Grand Prix France (2), I m-ce - 1994 Grand Prix Germany, II m-ce - 1994 Grand Prix Italy, I m-ce - 1994 Grand Prix Spain, II m-ce - 1994 Mr. Olympia, III m-ce - 1994 San Jose Pro Invitational, I m-ce - 1995 Grand Prix England, II m-ce - 1995 Grand Prix Germany, I m-ce - 1995 Grand Prix Russia, I m-ce - 1995 Grand Prix Spain, I m-ce - 1995 Mr. Olympia, II m-ce | - 1996 Arnold Classic, I m-ce - 1996 Grand Prix Czech Republic, II m-ce - 1996 Grand Prix England, II m-ce - 1996 Grand Prix Germany, III m-ce - 1996 Grand Prix Russia, II m-ce - 1996 Grand Prix Spain, II m-ce - 1996 Grand Prix Switzerland, III m-ce - 1996 Mr. Olympia, III m-ce - 1996 San Jose Pro Invitational, I m-ce - 1997 Arnold Classic, II m-ce - 1997 Grand Prix Czech Republic, I m-ce - 1997 Grand Prix England, I m-ce - 1997 Grand Prix Finland, I m-ce - 1997 Grand Prix Germany, I m-ce - 1997 Grand Prix Hungary, I m-ce - 1997 Grand Prix Russia, II m-ce - 1997 Grand Prix Spain, I m-ce - 1997 Mr. Olympia, IV m-ce - 1998 Grand Prix Finland, II m-ce - 1998 Grand Prix Germany, II m-ce | - 1998 Night of Champions, II m-ce - 1998 Mr. Olympia, IV m-ce - 1998 San Francisco Pro Invitational, I m-ce - 1998 Toronto Pro Invitational, II m-ce - 1999 Arnold Classic, II m-ce - 1999 Grand Prix England, III m-ce - 1999 Mr. Olympia, IV m-ce - 1999 World Pro Championships, III m-ce - 2000 Arnold Classic, III m-ce - 2000 Mr. Olympia, II m-ce - 2001 Grand Prix England, I m-ce - 2001 Mr. Olympia, III m-ce - 2002 Arnold Classic, V m-ce - 2002 Grand Prix Australia, IV m-ce - 2002 Mr. Olympia, II m-ce - 2003 Arnold Classic, V m-ce - 2003 Mr. Olympia, VI m-ce - 2003 Show of Strength Pro Championship, III m-ce |